# ノッポ
ノッポ（フィンランド語: Noppo）は、フィンランドのウーシマー県ヒュヴィンカー南部にある村落。人口は約1,000人。村には鉄道（ヒュヴィンカー＝カーリス線）が通っており、ノッポ駅がある。近くには高速道路も走っている。ヘルシンキとハメーンリンナの中間地点にあり、それぞれ約50キロメートルほどの距離がある。村内には、約100名の児童が通う小学校がある。